# Човникова схема роботи гірничої машини
Човникова схема роботи гірничої машини (рос. челночная схема работы горной машины, англ. shuttle-type scheme of amining machine operation; нім. Schiffenabbau m) — виймання корисної копалини здійснюється без холостих перегонів гірничої машини при поступально-зворотному переміщенні її вздовж очисного вибою за схемою човника.
Видобувний гірничий комбайн має можливість працювати за човниковою схемою роботи.